# José Alfredo Castillo
José Alfredo Castillo Parada (ur. 9 lutego 1983 w Santa Cruz) – boliwijski piłkarz występujący najczęściej na pozycji napastnika, obecnie zawodnik Bolívaru.

## Kariera klubowa
Castillo jest wychowankiem słynnej akademii piłkarskiej Tahuichi, w której terminował w latach 1995–1998. Profesjonalną karierę rozpoczął w barwach Oriente Petrolero. Najlepszym okresem gry piłkarza podczas pobytu w Oriente był sezon 2001. Zespół z siedzibą w Santa Cruz wywalczył wówczas mistrzostwo Boliwii, natomiast zaledwie 18–letni Castillo został nie tylko najskuteczniejszym zawodnikiem rozgrywek, ale także najlepszym strzelcem ligowym świata według IFFHS, zdobywając 42 gole. W kolejnym sezonie strzelił 46 goli w 39 meczach.
Latem 2002 został piłkarzem meksykańskiego klubu Tecos UAG z Guadalajarze. Premierowy sezon w drużynie, Clausura 2003, zakończył z bilansem 8 goli w 18 spotkaniach. Wiosnę 2004 Castillo spędził w ojczyźnie, na wypożyczeniu w stołecznym Bolívarze, z którym po raz drugi w karierze został mistrzem Boliwii, brał także udział w Copa Libertadores. Po powrocie do Meksyku wywalczył z Tecos wicemistrzostwo kraju, jednak jego wkład w sukces był niewielki – jeden gol w 12 spotkaniach. Mimo to zatrudnieniem zawodnik były zainteresowane kluby europejskie; bliski pozyskania Boliwijczyka był niemiecki zespół 1. FC Köln.
Ostatecznie Castillo został wypożyczony do Argentyny, do występującego w Copa Libertadores Rosario Central. Był także wypożyczany do ojczystego Oriente Petrolero, chilijskiego O’Higgins, brazylijskiego Atlético Mineiro oraz South China z Hongkongu, jednak z żadnym z tym zespołów nie odniósł większych sukcesów. Udanym etapem w karierze Castillo był za to sezon 2010. 27–latek przebywał wówczas na wypożyczeniu w rodzinnym kraju, gdzie w barwach Blooming został wicemistrzem Boliwii i czołowym strzelcem rozgrywek z 22 golami na koncie.
Latem 2011 Castillo definitywnie odszedł z Tecos i po raz trzeci w karierze został piłkarzem stołecznego Bolívaru.

## Kariera reprezentacyjna
W dorosłej reprezentacji Boliwii Castillo zadebiutował w 2001 roku, wcześniej występował w kadrach młodzieżowych. Występował m.in. w eliminacjach do MŚ 2002, MŚ 2006 i MŚ 2010. Boliwia nie zakwalifikowała się na żaden z tych turniejów.